# Patrick Baumgartner
Patrick Baumgartner (Brunico, 27 dicembre 1994) è un bobbista italiano.

## Biografia
Ha iniziato a praticare il bob all'età di 15 anni, spinto dallo zio. Si è dedicato anche allo sci alpino, gareggiando per il SSV Falzes ski club a livello giovanili. In seguito si è dedicato esclusivamente al bob.
È allenato da Gerd Crepaz. Compete per il Gruppo Sportivo Fiamme Azzurre. Ha fatto parte della spedizione italiana ai Giochi olimpici giovanili di Innsbruck 2012 vincendo la medaglia d'oro nel bob a 2 con Alessandro Grande.
Ha debuttato in Coppa del Mondo di bob nel 2014 a Winterberg piazzandosi 24º nel bob a 2 e 23º nel bob a 4. Ha vinto gli europei juniores di Innsbruck 2019 nel bob a 4 con Mattia Variola, Lorenzo Bilotti e Alex Verginer.
Ha rappresentato l'Italia ai Giochi olimpici invernali di Pechino 2022.

## Palmarès

### Coppa del Mondo
- Miglior piazzamento in classifica generale nel bob a quattro: 15º nel 2022/23.
- 1 podio:
  - 1 secondo posto

### Giochi olimpici giovanili
Innsbruck 2012: oro nel bob a 2;

### Campionati europei juniores
Innsbruck 2019: oro nel bob a 4;